# Escudo de la Administración Autónoma del Norte y Este de Siria
El escudo de Rojava fue adoptado oficialmente el 17 de marzo de 2016 con la fundación de la Federación del Norte de Siria, desde 2018 denominada oficialmente como Administración Autónoma del Norte y Este de Siria (AADNES). Si bien no tiene contemplaciones especiales ni leyes específicas en la Constitución de Rojava acerca de sus usos, es usada como sello de la copresidencia del autogobierno de Rojava.
El escudo también es usado en la bandera y de escudo oficial del Cantón de Afrin.

## Símbolos utilizados por la Administración

Emblema oficial de la AADNES
Bandera utilizada por la TEV-DEM Oficina de Diplomacia, anteriormente utilizada por oficinas diplomáticas en Europa.